# 喜劇 駅前女将
『喜劇 駅前女将』（きげき えきまえおかみ）は、1964年1月15日に東宝系で公開された日本映画。カラー。東宝スコープ。東京映画作品。90分。
キャッチコピーは「待ってました! 豪華20大スターの超娯楽大作!」。

## 概要
『駅前シリーズ』第7作。本作より監督は久松静児から佐伯幸三に代わり、佐伯は1967年公開の『喜劇 駅前満貫』まで、シリーズ12作品を担当する。
本作の舞台は両国駅及び錦糸町駅周辺で、東京が舞台になるのは第1作『駅前旅館』以来6年振りである。そしてタイトル通り、本作は女優陣の活躍を主にした。冒頭に映っているのは錦糸町駅前の風景で、都電錦糸堀車庫（現在の丸井錦糸町店がある場所）辺りから撮影されている。
両国が舞台ということもあって、佐田乃山（後の第50代横綱）・栃ノ海（同・第49代横綱）・栃光（当時・大関）・出羽錦（当時・前頭。後にタレントとしても活躍する田子ノ浦親方）といった力士たちがゲスト出演する。
孫鮨は隅田川を渡った台東区柳橋、足立藤子のバーと松島景子の店は都電錦糸掘車庫の裏手にある、「清昌稲荷大神」・「出世弁財天」付近となっている。

## スタッフ
- 製作：佐藤一郎、金原文雄
- 脚本：長瀬喜伴
- 監督：佐伯幸三
- 撮影：黒田徳三
- 録音：長岡憲治
- 整音：西尾昇
- 照明：比留川大助
- 美術：狩野健
- 音楽：松井八郎
- 編集：広瀬千鶴
- 助監督：松本あきら
- 現像：東京現像所
- 協力：銚子民芸千鳥会
- 製作担当者：大久保欣四郎

## 出演者
- 森田徳之助：森繁久彌
- 伴野孫作：伴淳三郎
- 伴野次郎：フランキー堺
- 山本平助：三木のり平
- 大沢鶴吉：山茶花究
- 森田満子：森光子
- 足立藤子：淡路恵子
- 松島景子：淡島千景
- 伴野千代：京塚昌子
- 染太郎：池内淳子
- 宮本由美：大空真弓
- 山本京子：乙羽信子
- 菊太郎：沢村貞子
- 川口力造：加東大介
- 川口和男：峰健二
- 三枝：中尾ミエ
- 佐田乃山：佐田乃山
- 栃光：栃光
- 栃ノ海：栃ノ海
- 出羽錦：出羽錦

## ロケ地
- 国鉄（現ＪＲ）総武線の両国駅前及び錦糸町駅周辺。｢駅ビルきんし町｣はテルミナと名称変更されて現存。東京楽天地は建替えられて現在は錦糸町ＰＡＲＣＯ。
- 都電錦糸堀車庫（現在の丸井錦糸町店がある場所）裏手にある「清昌稲荷大神」・「出世弁財天」、及び付近にある長屋形式の商店街。商店街は建替えられてニュー錦糸町ビルとなっているが、当時の面影は残っている。
- 東京都台東区柳橋（孫鮨）

## 同時上映
『乱れる』
- 脚本：松山善三／監督：成瀬巳喜男／主演：高峰秀子
- 成瀬作品とのカップリングは初。

## 参考資料
- 「銀幕の天才 森繁久彌」（ワイズ出版） 71頁 2003年
- キネマ旬報